# ISO 3166-2:KN
ISO 3166-2:KN — стандарт Международной организации по стандартизации, который определяет геокоды. Является подмножеством стандарта ISO 3166-2, относящимся к Сент-Китс и Невису. Стандарт охватывает 2 штата и 14 округов Сент-Китс и Невиса. Каждый код состоит из двух частей: кода Alpha2 стандарта ISO 3166-1 для Сент-Китс и Невиса — KN и дополнительного кода, записанных через дефис. Дополнительный однобуквенный код штатов образован аббревиатурой названия штатов. Дополнительный двухсимвольный код провинций представляет собой двухзначное число. Геокоды шатов и округов Сент-Китс и Невиса являются подмножеством кодов домена верхнего уровня — KN, присвоенного Сент-Китс и Невису в соответствии со стандартами ISO 3166-1.

## Геокоды Сент-Китс и Невиса первого уровня
Геокоды 2 штатов административно-территориального деления Сент-Китс и Невиса.
| Геокод | Административная единица | Статус |
| ------ | ------------------------ | ------ |
| KN-K   | Сент-Китс                | штат   |
| KN-N   | Невис                    | штат   |

## Геокоды Сент-Китс и Невиса второго уровня
Геокоды 14 округов административно-территориального деления Сент-Китс и Невиса.
| Геокод | Административная единица | Аббревиатура названия округа | Статус | В составе |
| ------ | ------------------------ | ---------------------------- | ------ | --------- |
| KN-01  | Крайст-Чёрч-Никола-Таун  | CCN                          | округ  | KN-K      |
| KN-02  | Сент-Энн-Сэнди-Пойнт     | ASP                          | округ  | KN-K      |
| KN-03  | Сент-Джордж-Бастер       | GBA                          | округ  | KN-K      |
| KN-04  | Сент-Джордж-Джинджерланд | GGI                          | округ  | KN-N      |
| KN-05  | Сент-Джеймс-Уиндуорд     | JWI                          | округ  | KN-N      |
| KN-06  | Сент-Джон-Капистер       | JCA                          | округ  | KN-K      |
| KN-07  | Сент-Джон-Фигтри         | JFI                          | округ  | KN-N      |
| KN-08  | Сент-Мери-Кайон          | MCA                          | округ  | KN-K      |
| KN-09  | Сент-Пол-Капистер        | PCA                          | округ  | KN-K      |
| KN-10  | Сент-Пол-Чарлстаун       | PCH                          | округ  | KN-N      |
| KN-11  | Сент-Питер-Бастер        | OBS                          | округ  | KN-K      |
| KN-12  | Сент-Томас-Лоуленд       | TLO                          | округ  | KN-N      |
| KN-13  | Сент-Томас-Мидл-Айленд   | TMI                          | округ  | KN-K      |
| KN-15  | Тринити-Палметто-Пойнт   | TPP                          | округ  | KN-K      |

## Геокоды пограничных Сент-Китс и Невису государств
- Антигуа и Барбуда — ISO 3166-2:AG (на востоке (морская граница)),
- Монтсеррат — ISO 3166-2:MS (на юго-востоке (морская граница)),
- Бонайре, Синт-Эстатиус и Саба — ISO 3166-2:BQ (на северо-западе (морская граница с Синт-Эстатиус)),
- Сен-Бартельми — ISO 3166-2:BL (на севере (морская граница)).